# João da Silva Caldeira
João da Silva Caldeira foi um cientista brasileiro, doutor em medicina pela Universidade de Edimburgo. Foi diretor do Museu Nacional entre 1823 a 1827, quando, em 1824, este passou de chamar-se Museu Real para Museu Imperial.
A gestão de Caldeira à frente do Museu Nacional foi marcada por sua atuação na organização interna do acervo do museu, com foco na especialização de seções, e em esforços para intensificar a atuação educacional da instituição. Foi também durante sua gestão que Georg Heinrich von Langsdorff doou sua coleção de mamíferos e aves ao museu e que se formaram os acervos egípcios, incluindo parte da coleção de múmias.
Caldeira também investiu na área de química do museu, a área mais destacada de atuação do cientista. Caldeira estudou química em Paris com Louis Nicolas Vauquelin e René Just Haüy. Fundou o Laboratório de Química.
Após o período de direção do Museu Nacional, Caldeira foi transferido pelo governo para a Casa da Moeda e, logo depois, suicidou-se.